# 사회민주당 (산마리노)
사회민주당은 산마리노의 사회민주주의, 민주사회주의 정당이다. 기독교민주당, 사회당과 함께 산마리노 제일당이라는 선거연합을 맺고있다.